# Štědrá
Štědrá település Csehországban, a Karlovy Vary-i járásban. Štědrá Pšov, Bochov, Žlutice, Toužim, Bezvěrov és Manětín településekkel határos. Lakosainak száma 522 fő (2024. január 1.).

## Népesség
A település lakosságának változását az alábbi diagram mutatja:
| Lakosok száma | 1725 | 1648 | 1713 | 875  | 675  | 514  | 559  | 550  | 488  | 522  |
|               | 1869 | 1900 | 1921 | 1961 | 1980 | 2011 | 2016 | 2019 | 2021 | 2024 |